# Raphael Honigstein
Raphael Honigstein (* 1973 in München) ist ein deutscher Journalist und Autor.

## Leben
Honigstein zog nach dem Abitur 1993 von München nach London. Er ist verheiratet und hat drei Kinder.

## Journalismus
Honigstein schrieb für den Guardian über den deutschen Fußball und für die Süddeutsche Zeitung über den englischen Fußball.
Seit August 2019 schreibt er für The Athletic. Außerdem ist er mittlerweile für den Spiegel tätig.

## Schriften
- Harder, better, faster, stronger: Die geheime Geschichte des englischen Fussballs. Kiepenheuer & Witsch 2006, ISBN 978-3462036626
- Das Reboot: How German Soccer Reinvented Itself and Conquered the World. Yellow Jersey Press 2015.
  - Der vierte Stern: wie sich der deutsche Fußball neu erfand. aus dem Englischen von Ronald Reng, Ullstein, Berlin 2016, ISBN 978-3-548-37652-3.
- The big book of treasures: the most amazing discoveries ever made and still to be made. Little Gestalten, Berlin 2017, ISBN 978-3-89955-797-8.
  - Die größten Schätze aller Zeiten: wie man Schätze versteckt, verliert und wieder findet. übersetzt von Sören Maahs, Kleine Gestalten, Berlin 2017, ISBN 978-3-89955-796-1.
- Jürgen Klopp – bring the noise. 2017
  - "Ich mag, wenn's kracht": Jürgen Klopp – die Biographie. aus dem Englischen von Hans Freundl, Reiner Pfleiderer, Hans-Peter Remmle. Ullstein extra, Berlin 2017, ISBN 978-3-86493-055-3